# Colin Irwin
Pour les articles homonymes, voir Irwin.
Colin Irwin est un footballeur anglais né le 9 février 1957 à Liverpool. Il évoluait au poste de défenseur.

## Biographie
Colin Irwin évolue sous les couleurs du Liverpool FC de 1977 à 1981.
Il est sacré Champion d'Angleterre en 1980,.
Lors de la campagne 1980-1981 de Coupe des clubs champions, il dispute trois matchs dont la demi-finale retour contre le Bayern Munich qui se solde par un match nul 1-1. Liverpool remporte la finale contre le Real Madrid sur le score de 1-0 mais Irwin reste à nouveau sur le banc,.
En 1981, il rejoint Swansea City.
Avec Swansea, il remporte deux Coupes du pays de Galles en 1982 et 1983.
Il raccroche les crampons en 1984.

## Palmarès
| Liverpool FC \| - Coupe des clubs champions (1) : - Vainqueur : 1980-81. - Championnat d'Angleterre (1) : - Vainqueur : 1979-80. \| \| - Coupe de la Ligue anglaise (1) : - Vainqueur : 1980-81. - Charity Shield (1) : - Vainqueur : 1980. \| |  | Swansea City - Coupe du pays de Galles (1) : - Vainqueur : 1981-82 et 1982-83.                       |
| - Coupe des clubs champions (1) : - Vainqueur : 1980-81. - Championnat d'Angleterre (1) : - Vainqueur : 1979-80. |  | - Coupe de la Ligue anglaise (1) : - Vainqueur : 1980-81. - Charity Shield (1) : - Vainqueur : 1980. |